# Halva (företag)
Halva Oy Ab är en finländsk tillverkare av sötsaker. Företaget som grundades år 1931 tillverkar speciellt salmiak och lakrits. Halvas huvudkontor är belägen i Vanda i Nyland. Förutom sötsaker tillverkar Halva även halva. Lakrits är Halvas mest kända konfektyrprodukt, som har tillverkats sedan 1950-talet på fabriken i Sockenbacka i Helsingfors.

## Historia

### Vägen till Finland
Halvas historia och konfektyrtraditioner sträcker sig tillbaka till 1930-talets Europa. Företaget grundades av bröderna Jean Karavokyros och Michael Karavokyros, som hade grekiska rötter. Halvas konfektyrfabrik grundades och fick sitt namn från sin första produkt, halva, år 1931. Enligt berättelsen lämnade bröderna Karavokyros sitt hemland Grekland som tonåringar för att fly landets ekonomiska svårigheter och sökte sig modigt utomlands för att hitta arbete. De hade hört från andra släktingar att situationen i det välbärgade S:t Petersburg var helt annorlunda och att det säkert skulle finnas jobb där. Som en extra trygghet skickade deras farmor med ett familjerecept på halva, så att de hade något gott att äta om sötsuget slog till.
Resan var lång och utmattande, särskilt eftersom bröderna var minderåriga. Men de var fast beslutna att lyckas och strävade efter ett bättre liv än vad Grekland då kunde erbjuda. När de anlände till S:t Petersburg hittade de snabbt arbete på en lokal livsmedelsfabrik. Till sin glädje upptäckte de att den grekiska nationalrätten halva även fanns i S:t Petersburgs butiker, vilket betydde att de ännu inte behövde börja tillverka halva själva. Under det ryska inbördeskriget tvingades bröderna dock fly. Efter att ha övervägt vilken riktning de skulle ta valde de närmaste grannlandet Finland.

### 1900-talet
År 1921 anlände bröderna Karavokyros till Finland och beslutade sig för att stanna i huvudstaden Helsingfors för att söka arbete. De tog olika tillfälliga jobb och lade märke till att halva även i Finland var en välkänd och populär produkt. År 1927 bestämde sig bröderna för att prova på egenföretagande och började, med finansiering från en affärspartner, tillverka halva-produkter i en före detta mejeri på Sjötullsgatan 11 i Kronohagen. De använde receptet de hade med sig från Grekland och utvecklade det gradvis till olika typer av halva-produkter.
År 1931 gick produkterna så bra att bröderna inom några år kunde köpa ut sin affärspartner och grundade sitt eget företag, Oy Itämainen Halvatehdas Ab, för att fortsätta tillverkningen av halva-produkter. Detta markerade början på företagets egen resa. Efter några år började företaget expandera sin verksamhet till andra konfektyrprodukter. Först kom marmelad, sedan hårda karameller, lakrits, vingummi och så vidare. Företaget har även tillverkat juice, popcorn, chokladtoppar och andra godsaker.
År 1940 tvingades konfektyrproduktionen att avbrytas på grund av råvarubrist under andra världskriget. I slutet av 1940-talet blev socker åter tillgängligt, vilket gjorde det möjligt att återuppta konfektyrproduktionen. För halva-produktionen saknades dock fortfarande råvaror, och därför började företaget tillverka hårda karameller, särskilt klubbor.
År 1943 ändrades företagets namn till Oy Itämainen Halvatehdas–Orientaliska Halvafabriken Ab. År 1951 började tillverkningen av lakritsprodukter. Företagets egen fabriksbyggnad färdigställdes i Sockenbacka i Helsingfors år 1957. Samma år ändrades företagets namn till Oy Halva Ab.

### 2000-talet
År 2003 ägde en andra generationsövergång rum, och ledningen övertogs av den tredje generationens representant, Jean Karavokyros den yngre. Verksamheten expanderades till nya lokaler i Backas, Vanda. En del av produktionen, färdigvarulagret och kontoret flyttades till de nya lokalerna.